# Twickenham Stadium
Twickenham Stadium (obvykle znám také jako Twickenham nebo Twickers), je ragbyový stadion nacházející se ve čtvrti Richmond, na jihozápadě Londýna.
Je to největší ragbyový stadion na světě, 2. největší stadion ve Velké Británii po Wembley a 4. největší stadion v Evropě.
Stadion je domovem Rugby Football Union (anglické ragbyové federace) a je především místem pro hraní ragby. Své domácí zápasy tu hraje Anglická ragbyová reprezentace a pořádají se tu ragbyové turnaje jako Middlesex Sevens, finále English Premiership a utkání Anglo-Welsh Cupu a Heineken Cupu. Stadion je považován za ikonu anglického ragby a v sezóně 2009/2010 oslavil své sté narozeniny.
Hrálo se zde Mistrovství světa v ragby 2015.